# Weckruf 2015

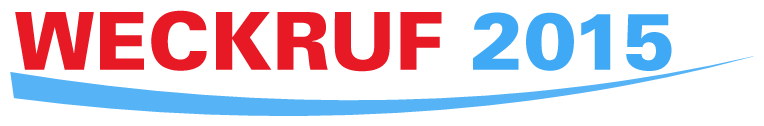
Logo des Weckrufs 2015

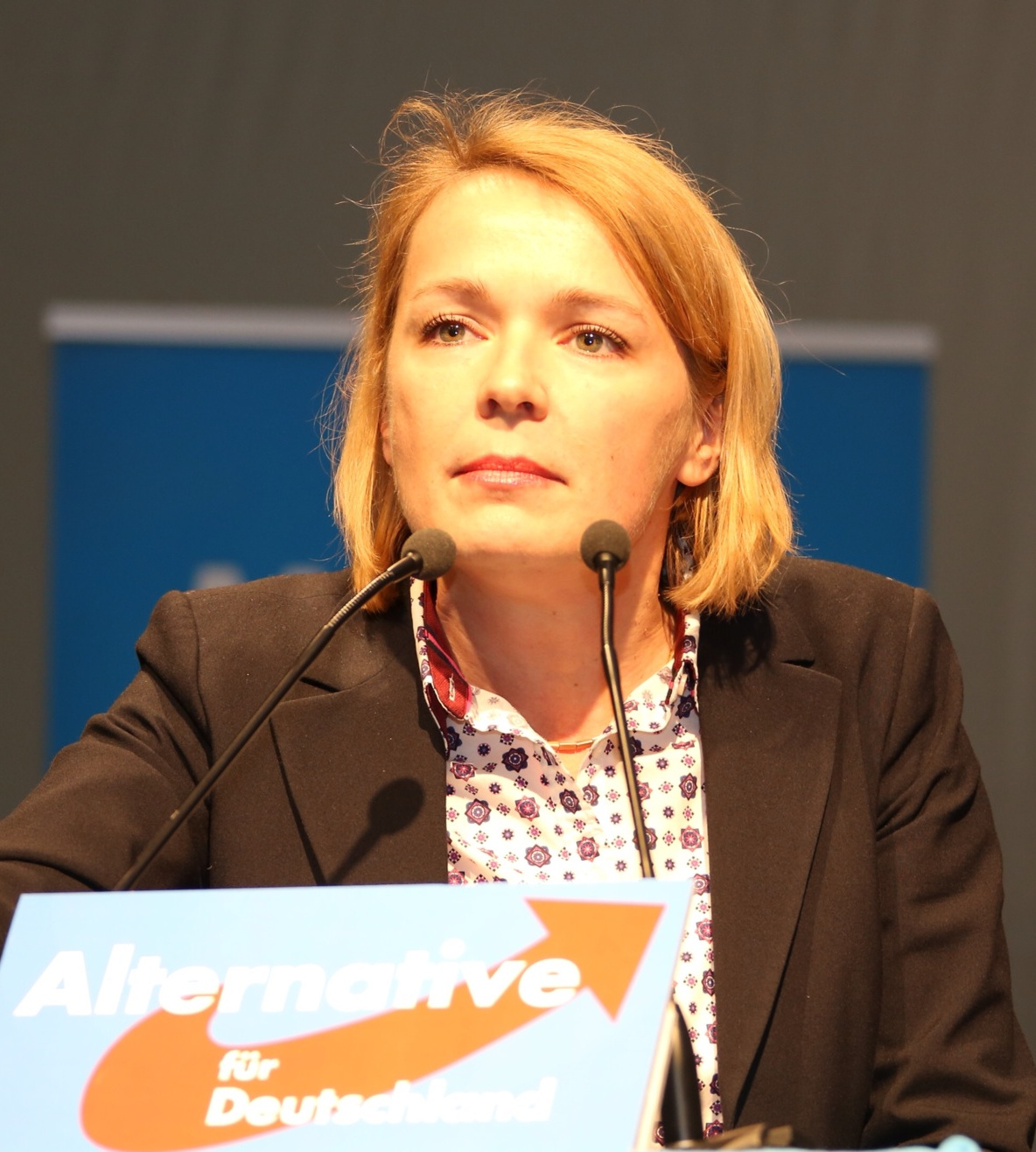
Ulrike Trebesius (2014)

Der Weckruf 2015 war ein im Rahmen eines Macht- und Flügelkampfes in der Alternative für Deutschland (AfD) gegründeter Verein. Der Verein bezweckte, die AfD als eine Partei zu erhalten, die „sachlich und konstruktiv sowohl konservative, als auch liberale und soziale Wertvorstellungen“ vertritt. Vereinsvorsitzende war Ulrike Trebesius.
Am 19. Juli 2015 gründeten Bernd Lucke, Ulrike Trebesius, Bernd Kölmel und andere Weckruf-Mitglieder die Partei Allianz für Fortschritt und Aufbruch (ALFA), die sich nach einem Gerichtsurteil im November 2016 in Liberal-Konservative Reformer umbenannte.

## Gründung
Der nicht eingetragene Verein wurde am 18. Mai 2015 auf Initiative von Bernd Lucke gegründet. Prominenter Unterstützer und Mitinitiator war Hans-Olaf Henkel. Die Gründungserklärung wurde von fünf der insgesamt sieben AfD-Europaabgeordneten (Hans-Olaf Henkel, Bernd Kölmel, Bernd Lucke, Ulrike Trebesius und Joachim Starbatty), von fünf AfD-Landtagsabgeordneten (drei aus Thüringen, je einer aus Hamburg und Bremen) sowie weiteren Funktionären und ehemaligen Funktionären der AfD unterzeichnet. Der Verein stand laut Vereinssatzung auch Nicht-AfD-Mitgliedern offen. Bis Juni 2015 gab es nach eigenen Angaben ungefähr 4.000 Beitrittskandidaten aus den Reihen der insgesamt etwa 21.000 Parteimitglieder. Vor dem Hintergrund der Auseinandersetzungen innerhalb der AfD und dem nachträglichen Verlauf des Essener Parteitages erschien die allein auf Angaben des Vereins beruhende Zahlenangabe zumindest zweifelhaft. Der Verein lehnte insbesondere „ausländerfeindliche, rassistische, nationalistische, antisemitische, islamfeindliche, islamistische, homophobe, rechts- oder linksradikale“ Positionen ab. 
Nach der politischen Niederlage von Bernd Lucke bei der Wahl zum AfD-Vorsitz auf dem Essener Parteitag und als die Ziele des Weckrufs 2015 dort nicht verwirklicht werden konnten, wurden die Beitrittskandidaten des Vereins zu einer Parteineugründung befragt. In der Umfrage unter dem Namen Neustart 2015, an der nach Angaben des Vereins etwa 2.600 der 4.000 Beitrittskandidaten teilnahmen, sprachen sich knapp 71 Prozent für die Gründung einer neuen Partei aus. Ungefähr 47 Prozent konnten sich zudem eine finanzielle Unterstützung der neuen Partei vorstellen, rund 44 Prozent hätten in der neuen Partei gerne mitarbeiten wollen. Nachdem sich genügend Unterstützung zur Gründung einer neuen Partei organisiert hatte, wurde in der Folge am 19. Juli 2015 in Kassel die Allianz für Fortschritt und Aufbruch (ALFA, später LKR) gegründet. Vorsitzender wurde Bernd Lucke und Ulrike Trebesius die erste Generalsekretärin der Partei.

## Entwicklung und Rezeption
Ein Einzelrichter des Bundesschiedsgerichts der AfD urteilte am 23. Juni  2015, dass der Verein umgehend vom Bundesvorstand der AfD aufgelöst werden müsse. Durch den Verein würden Richtungsentscheidungen vorgenommen, die allein einem Bundesparteitag vorbehalten seien. Während Lucke das Urteil als „rechtlich unhaltbar“ kritisierte, begrüßte Frauke Petry die Entscheidung und erklärte, „so viele verführte Weckruf-Mitglieder wie möglich müssten wieder in die Partei integriert“ werden. Der „Weckruf-Parteiverein“ sei „der Versuch einer Minderheit, die innerparteiliche Demokratie zu zerstören.“ Die Vorsitzende Ulrike Trebesius erklärte, es handle sich entgegen der Annahme des Schiedsgerichts nicht um eine Vereinigung ausschließlich für AfD-Mitglieder, sondern um einen eigenständigen Verein, der nicht vom Bundesvorstand der AfD aufgelöst werden könne.
Auf Antrag des Bundesvorstandes entschied das Bundesschiedsgericht am 25. Juni 2015, der Verein sei nicht satzungswidrig. Nach Angaben Luckes beschloss der Bundesvorstand in der Folge, AfD-Mitglieder seien frei, dem Verein beizutreten. Im Juli 2015 beschloss der Anfang Juli neu gewählte AfD-Bundesvorstand, dass eine Weckruf-Vereinsmitgliedschaft unvereinbar mit einer AfD-Mitgliedschaft sei. Dies gelte nicht für ehemalige Unterstützer des Weckrufes.
Der Verein wurde von Teilen der Partei als Aufruf zum Parteiaustritt und anschließender Neugründung durch den Initiator und AfD-Parteivorsitzenden Bernd Lucke für den Fall einer Niederlage gegen die Mitbewerberin um die Position des ersten Sprechers der AfD, Frauke Petry, verstanden und kritisiert. Der Politikwissenschaftler Hajo Funke vertrat die Ansicht, der Verein sei „der Anfang vom Ende der AfD“. Durch den Austritt der Protagonisten aus der AfD und die nachfolgende Gründung der Partei ALFA war der Zweck des Vereins überholt.